# Чемпионат Южной Кореи по волейболу среди мужчин
Чемпионат Южной Кореи по волейболу среди мужчин — ежегодное соревнование мужских волейбольных команд Южной Кореи (Республики Корея). По классическому варианту волейбола (6х6) проводится с 1958 года. С сезона 1983/84 организатором является профессиональная V-Лига. Чемпионат проходит по системе «осень—весна».

## Формула соревнований
Чемпионат 2024/25 включал два этапа — предварительный и плей-офф. На предварительной стадии команды-участницы играли в 6 кругов. По её итогам лучшая команда напрямую вышла в финал, ещё одно место в котором разыграли 2-я и 3-я команды. Серии матчей плей-офф проходили до двух (в полуфинале) и до трёх (в финале) побед одного из соперников.
В чемпионате 2024/25 участвовало 7 команд: «Чхонан Хёндэ Скайуокерс» (Чхонан), «Ыйджонбу Иншуренс Старз» (Ыйджонбу), «Инчхон Кориэн Эйр Джамбос» (Инчхон), «Сеул Вури Кард» (Сеул), «Тэджон Самсунг Файр Блюфангс» (Тэджон), «Сувон КЕПКО Виксторм» (Сувон), «Ансан Окмэн» (Ансан). Чемпионский титул выиграл «Чхонан Хёндэ Скайуокерс», победивший в финальной серии «Инчхон Кориэн Эйр Джамбос» 3-0 (3:1, 3:1, 3:1). 3-е место занял «Ыйджонбу Иншуренс Старз».

## Чемпионы
| - 1958 «Корея Арми» Соннам - 1959 «Корея Арми» Соннам - 1960 «Намсон Электрисити» Сувон - 1961 «Корея Арми Логистикс Скул» Пусан - 1962 «Чосон Мэшин Воркс» Инчхон - 1963 «Корея Электрик Пауэр Корп» Сувон - 1964 «Чонджу Фертилайзер» Чонджу - 1965 «Корея Электрик Пауэр Корп» Сувон - 1966 «Чонджу Фертилайзер» Чонджу - 1967 «Корея Электрик Пауэр Корп» Сувон - 1968 «Корея Арми» Соннам - 1969 «Корея Нави» Инчхон - 1970 «Корея Нави» Инчхон - 1971 чемпионат отменён - 1972 «Корея Арми» Соннам - 1973 чемпионат отменён - 1974 «Корея Министри Пост энд Телеком» Ыйджонбу - 1975 «Корея Министри Пост энд Телеком» Ыйджонбу - 1976 «Корея Арми» Соннам - 1977 «Голдстар Телекоммьюникейшн» Ыйджонбу - 1978 чемпионат отменён - 1979 «Голдстар Телекоммьюникейшн» Ыйджонбу - 1980 «Голдстар Телекоммьюникейшн» Ыйджонбу - 1981 «Корея Электрик Пауэр Корп» Сувон - 1982 «Инха Юнивёрсити» Инчхон - 1983 «Кёнги Колледж» Сувон - 1984 «Корё Секьюритис» Сеул - 1985 «Корё Секьюритис» Сеул - 1986 «Хёндэ Мотор Сёрвайс» Чхонан - 1987 «Хёндэ Мотор Сёрвайс» Чхонан - 1988 «Хёндэ Мотор Сёрвайс» Чхонан - 1989 «Корё Секьюритис» Сеул - 1990 «Корё Секьюритис» Сеул - 1991 «Ханьян Юнивёрсити» Сеул | - 1992 «Санму» Соннам - 1993 «Корё Секьюритис» Сеул - 1994 «Хёндэ Мотор Сёрвайс» Чхонан - 1995 «Хёндэ Мотор Сёрвайс» Чхонан - 1996 «Корё Секьюритис» Сеул - 1997 «Самсунг Фэйр энд Марин Иншурэнс» Тэджон - 1998 «Самсунг Фэйр энд Марин Иншурэнс» Тэджон - 1999 «Самсунг Фэйр энд Марин Иншурэнс» Тэджон - 2000 «Самсунг Фэйр энд Марин Иншурэнс» Тэджон - 2001 «Самсунг Фэйр энд Марин Иншурэнс» Тэджон - 2002 «Самсунг Фэйр энд Марин Иншурэнс» Тэджон - 2003 «Самсунг Фэйр энд Марин Иншурэнс» Тэджон - 2004 «Самсунг Фэйр энд Марин Иншурэнс» Тэджон - 2005 «Самсунг Фэйр энд Марин Иншурэнс» Тэджон - 2006 «Чхонан Хёндэ Скайуокерс» Чхонан - 2007 «Чхонан Хёндэ Скайуокерс» Чхонан - 2008 «Тэджон Самсунг Файр Блюфангс» Тэджон - 2009 «Тэджон Самсунг Файр Блюфангс» Тэджон - 2010 «Тэджон Самсунг Файр Блюфангс» Тэджон - 2011 «Тэджон Самсунг Файр Блюфангс» Тэджон - 2012 «Тэджон Самсунг Файр Блюфангс» Тэджон - 2013 «Тэджон Самсунг Файр Блюфангс» Тэджон - 2014 «Тэджон Самсунг Файр Блюфангс» Тэджон - 2015 «Ансан Сэвингс Бэнк Раш энд Кэш» Ансан - 2016 «Ансан Сэвингс Бэнк Раш энд Кэш» Ансан - 2017 «Чхонан Хёндэ Скайуокерс» Чхонан - 2018 «Инчхон Кориэн Эйр Джамбос» Инчхон - 2019 «Чхонан Хёндэ Скайуокерс» Чхонан - 2020 чемпионат не завершён, итоги не подведены - 2021 «Инчхон Кориэн Эйр Джамбос» Инчхон - 2022 «Инчхон Кориэн Эйр Джамбос» Инчхон - 2023 «Инчхон Кориэн Эйр Джамбос» Инчхон - 2024 «Инчхон Кориэн Эйр Джамбос» Инчхон - 2025 «Чхонан Хёндэ Скайуокерс» Чхонан |